# Lebo-Luli (Ort)
Lebo-Luli (Lebo Luli, Lebululi, Libululi) ist eine osttimoresische Siedlung im Suco Manetú (Verwaltungsamt Maubisse, Gemeinde Ainaro).

## Geographie und Einrichtungen
Das Dorf befindet sich im Norden der Aldeia Mau-Lai, auf einer Meereshöhe von 1327 m. Im Norden und Südosten erheben sich Berge mit einer Höhe von über 1500 m. Eine Piste führt über den südwestlichen Berg zum Dorf Mau-Lai, eine weitere nach Westen zum Ort Menitete (Suco Edi). Entlang der Piste nach Nordosten reicht Lebo-Luli bis in die Nachbar-Aldeia Hahi-Tali. Dort befindet sich eine Kirche. Die Grundschule von Lebo-Luli liegt etwas abseits östlich des Ortszentrums.